# لوئیس سکو
لوئیس سکو (انگلیسی: Louis Secco; ۱۸ ژانویهٔ ۱۹۲۷ – ۲۷ اکتبر ۲۰۰۸) بازیکن هاکی روی یخ اهل کانادا بود.